# Isopisthus parvipinnis
O Isopisthus parvipinnis é uma espécie [[Este é um artigo bom. Clique aqui para mais informações. Página semiprotegida
América do Sul|sul-americana]] de peixe teleósteo, perciforme, da família dos cienídeos (Sciaenidae). Mede cerca de 25 cm de comprimento, contando com um par de caninos anteriores bem desenvolvidos no maxilar superior. Seu corpo tem coloração prateada com dorso cinzento, nadadeiras claras com mancha escura na base do peitoral. A espécie é também popularmente conhecida como dentuça, goete, gó, guete, pescada, pescada-chata, pescada-verdadeira, pescadinha-do-alto-mar, pirambeba ou tortinha.